# Campanularia macroscypha
Campanularia macroscypha is een hydroïdpoliep uit de familie Campanulariidae. De poliep komt uit het geslacht Campanularia. Campanularia macroscypha werd in 1877 voor het eerst wetenschappelijk beschreven door Allman. 